# Semaine de la visibilité bisexuelle

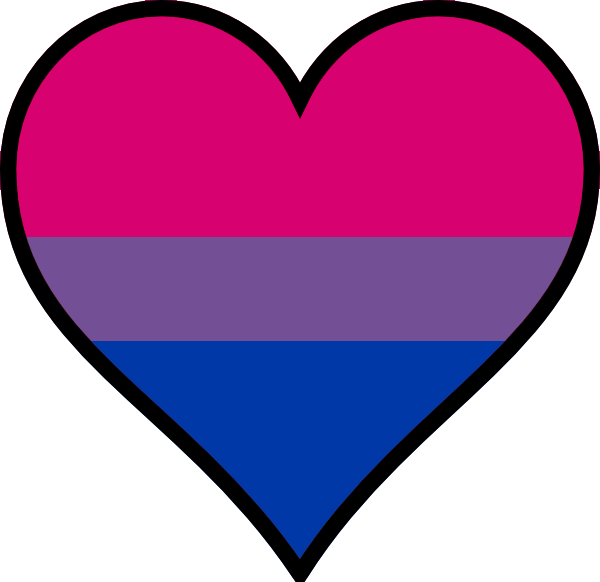
Drapeau Bisexuel dans un cœur.

La Semaine de la sensibilisation à la bisexualité , également connue sous le nom de BiWeek, est une semaine de célébration annuelle qui se tient en septembre, à l’occasion de la journée de la célébration de la bisexualité,. La célébration de cette semaine encourage l'acceptation de la communauté bisexuelle et tente de créer une plate-forme de défense des droits des personnes bisexuelles. 
Les personnes bisexuelles représentent 50% de la communauté LGBTQ. La Semaine de la visibilité bi est une plate-forme qui reconnaît le plaidoyer des personnes bisexuelles et LGBTQ à travers l’histoire. À la suite de la création de la Journée de la bisexualité, la  GLAAD a cofondé la Semaine de la visibilité bi afin d’éduquer la population sur les obstacles rencontrés par la communauté bisexuelle, ainsi que d’élaborer des politiques garantissant l’acceptation bisexuelle et l’intégration sociale. 

## Voir également
- Liste des événements LGBT